# Distrikt Ramón Castilla
Der Distrikt Ramón Castilla liegt in der Provinz Mariscal Ramón Castilla der Region Loreto in Nordost-Peru. Der am 7. Februar 1866 gegründete Distrikt wurde nach Ramón Castilla (1797–1867), einem peruanischen Militär und viermaligen Präsidenten, benannt.
Der Distrikt hat eine Fläche von 6853 km². Beim Zensus 2017 wurden 22.356 Einwohner gezählt. Im Jahr 1993 lag die Einwohnerzahl bei 15.686, im Jahr 2007 bei 18.783. Verwaltungssitz ist die 84 m hoch am Südufer des Amazonas gelegene Provinzhauptstadt Caballococha mit 10.097 Einwohnern (Stand 2017). 
Im Distriktgebiet leben die indigenen Völker Ticuna und Peba-Yagua.

## Geographische Lage
Der Distrikt Ramón Castilla liegt im peruanischen Amazonasgebiet im Nordosten der Provinz Mariscal Ramón Castilla. Der Amazonas durchquert den Distrikt in östlicher Richtung. Der Río Atacuari und der Río Loretoyacu entwässern den Norden des Distrikts. Das Areal besteht überwiegend aus Regenwald.
Der Distrikt Ramón Castilla grenzt im Süden an den Distrikt Yavarí, im Westen an den Distrikt San Pablo, im Norden an den Distrikt Yaguas (Provinz Putumayo) sowie im Osten an das kolumbianische Departamento de Amazonas.